# Антанифуци (окръг)
Окръг Антанифутси (на малгашки: District d'Antanifotsy) е окръг в Мадагаскар, в Антананариву, регион Вакинанкарача. Населението на окръга през 2011 година е 291 785 души. Площта му е 3425 km². Административен център е град Антанифутси.

## Административно деление
Окръгът се състои от 11 общини (каоминини):
- Амбатулах
- Амбатумиад
- Амбатуципихина
- Амбудириана
- Амбухиманджусу
- Амбухитумпуйна
- Ампитатафика
- Анджанунуфиту
- Антанифутси
- Анцахалява
- Анцампанджану